# 约翰·阿基-布阿
约翰·阿基-布阿（1949年12月3日—1997年6月20日），乌干达男子田径运动员。他曾代表乌干达参加1972年和1980年夏季奥林匹克运动会田径比赛，其中1972年奥运会获得一枚金牌。